# Rose Doudou Guéï
Rose Doudou Guéï était l'épouse du chef d'État Robert Guéï et de ce fait Première dame de Côte d'Ivoire de 1999 à 2000.

## Biographie

### Personnalité
Ardente défenderesse de la condition féminine ivoirienne et fermement opposée à la corruption, elle était soupçonnée par les opposants de son mari à pousser celui-ci à ne pas laisser le pouvoir et l'influençait dans sa politique.

## Assassinat
Le 19 septembre 2002, au début de la crise politico-militaire en Côte d'Ivoire, elle est assassinée de deux balles, dont l'une dans la jambe et l'autre certainement mortelle à la tempe, à son domicile d'Abidjan, avec ses gens de maison et son mari Robert Guéï. Les forces du président Laurent Gbagbo sont accusées d'être à l'origine de ces assassinats.
Son corps est inhumé le 5 mai 2006, au parvis de la cathédrale Saint-Paul du Plateau (Abidjan nord) où a lieu la levée du corps. Elle repose désormais au cimetière municipal de Port-Bouët (Abidjan sud)